# Wewnętrzny wróg (Warhammer Fantasy)
Wewnętrzny Wróg – (ang. The Enemy Within) pierwsza kampania do systemu Warhammer Fantasy Roleplay, wydana przez brytyjską firmę Games Workshop w latach 1986–1989. W Polsce wydana przez wydawnictwo MAG. Kampania składa się 6 obszernych scenariuszy powiązanych ze sobą zwięzłą fabułą.

## Streszczenie
Akcja kampanii Wewnętrzny Wróg toczy się na terenie Imperium, Kislevu, Księstw Granicznych, a także w opuszczonej twierdzy krasnoludzkiej. Bohaterowie graczy zostają wplątani w machinacje potężnego kultu chaosu o nazwie Purpurowa Dłoń. Muszą stawić czoła wielu przeciwnościom losu, by ocalić Stary Świat przed toczącą go od wewnątrz chorobą. W walce tej posłuży im między innymi legendarny młot Ghal-maraz podarowany niegdyś Sigmarowi Młotodzierżcy przez krasnoludy.

## Scenariusze kampanii Wewnętrzny Wróg
W skład kampanii Wewnętrzny Wróg wchodzą następujące przygody:
- Wewnętrzny Wróg – (ang. The Enemy Within) Jim Bambra, Phil Galagher, Graeme Davis
- Cienie nad Bögenhafen – (ang. Shadows over Bögenhafen) Jim Bambra, Phil Galagher, Graeme Davis
- Śmierć na rzece Reik – (ang. Death on the Reik) Jim Bambra, Phil Galagher, Graeme Davis
- Szara eminencja – (ang. Power behind the throne) Carl Sargent
- Źle się dzieje w Kislevie – (ang. Something rotten in Kislev) Ken Rolston,
- Imperium w płomieniach – (ang. Empire in flames) Carl Sargent